# Gabriel (Urgebadze)
Arhimandritul Gabriel sau Gavriil (născut Goderdzi V. Urgebadze, georgiană: გოდერძი ვასილის ძე ურგებაძე, 26 august 1929, Tbilisi, RSS Georgiană - d. 2 noiembrie 1995, Mțheta, Georgia) a fost un Arhimandrit al Bisericii Ortodoxe Georgiene.
A fost canonizat de Biserica Ortodoxă Georgiană la 20 decembrie 2012 în fața călugărilor. Este sărbătorit la 2 noiembrie.

## Biografie
S-a născut în Tbilisi, ca fiul unui devotat comunist, tatăl său a murit însă devreme. Mama sa (mai târziu călugărița Anna), a murit la 26 aprilie 2000. După ce a terminat serviciul militar în 1950, Goderdzi a construit în curtea sa o biserică  cu patru turle. Autoritățile au distrus biserica de mai multe ori, dar Gabriel a refăcut-o de fiecare dată. Biserica încă se află în Tbilisi la adresa Tetritskaro, nr. 11.
În 1955 Goderdzi a primit schima monahală luând numele de Gabriel. La o manifestație de 1 mai 1965, Părintele Gabriel a dat foc unui portret uriaș al lui  Lenin și a fost arestat de KGB pentru "activități anti-sovietice". În timpul interogatoriului, a explicat această faptă: "Am făcut-o pentru că nu poți închina unui om. Acolo, unde se află portretul lui Lenin, ar trebui să stea Răstignirea lui Hristos." După torturi prelungite, a fost eliberat din închisoare.
În ultimii ani ai vieții sale Arhimandritul Gabriel a devenit o persoană foarte respectată și iubită în Georgia. I s-a atribuit darul divin al clarviziunii și al vindecării bolilor. În fiecare zi era vizitat de pelerini din diferite țări.
A murit de hidropizie, la 2 noiembrie 1995 la Mtskheta și a fost înmormântat în curtea Bisericii Samtavro.
Există dovezi de vindecări miraculoase asociate cu închinarea la Arhimandritul Gabriel.
În decembrie 2012, o decizie a Sfântului Sinod al Bisericii Ortodoxe Georgiene l-a glorificat pe Gabriel în rândul sfinților.

## Predici și învățături
Arhimandritul Gabriel a predicat mai ales despre dragoste și sfârșitul lumii:
- "Mai presus de toate canoanele și legile este dragostea. Dacă urăști cel puțin o persoană ești dezgustător în fața lui Dumnezeu. Noi trebuie să iubim pe toți. În perioada vremurilor de pe urmă, oamenii vor fi salvați de dragoste, smerenie și bunătate. Compasiunea va deschide porțile Paradisului, umilința va duce acolo și va arăta dragostea lui Dumnezeu."

- "Bătălia finală dintre profeții Enoh și Ilie contra lui Antihrist va fi transmisă la televizor."

- "La început, semnul fiarei va fi oferit doar celor voluntari. Cu toate acestea, la întronarea Antihristului toată lumea va fi obligată să primească semnul ei. Nesupunerea va fi socotită ca o trădare. Credincioșii vor fugi în păduri."

- "Antihrist deja s-a născut și pecetea sa nu este doar invizibilă, ea va fi pusă pe mâna și pe fruntea oamenilor."[8]

- "În perioada vremurilor de pe urmă să nu vă uitați la cer: ați putea fi înșelați de minunile ce se vor petrece acolo – puteți să greșiți și să vă pierdeți... Aceasta va fi cea mai mare înșelare (momeală) a diavolului: omenirea va cere ajutor de la extratereștri, neștiind că aceia sunt demoni."[9]